# Witte narcis
De witte narcis (Narcissus poeticus) is een 30-60 cm hoog, overblijvend bolgewas uit de narcisfamilie (Amaryllidaceae). De drie tot vijf bladeren per plant zijn lintvormig, afgeplat en 20-40 cm lang.
De witte narcis bloeit van april tot juni. De bloemstengels zijn aan de bovenkant geknikt. De bloemen zijn meestal alleenstaand. De bloembuis is 2-3 cm lang en groenachtig. De zes bloemdekbladeren zijn wit, uitgespreid en 1,5-3 cm lang. De bijkroon is schotelvormig, 1-3 mm lang en geel met een rode, gefranjerde rand. De vruchten zijn doosvruchten.
De witte narcis komt van nature voor in Zuid-Europa en het westen van de Balkan. De plant komt voor in bergweiden en bossen. Tevens is de soort als sierplant in cultuur en is deze hier en daar noordelijker ook ingeburgerd.